# Aspidiotus rigidus
Aspidiotus rigidus är en insektsart som beskrevs av Reyne 1947. Aspidiotus rigidus ingår i släktet Aspidiotus och familjen pansarsköldlöss. Inga underarter finns listade i Catalogue of Life.